# 두현석
두현석(한국 한자: 杜玹碩, 1995년 12월 21일 ~ )은 대한민국의 축구 선수로 현재 거제시민축구단에서 수비수 겸 공격형 미드필더로 활약 중이며 윙어와 윙백도 소화가 가능하다.

## 클럽 경력
두현석은 2018시즌을 앞두고 K리그2의 광주 FC에 입단했다. 2018년 5월 12일 열린 성남 FC와의 경기에서 프로 데뷔골을 기록했다.

## 대회 성적

### 클럽
광주 FC
- K리그1 : 3위 (2023)
- K리그2 : 우승 (2019, 2022)
- 코리아컵 : 4강 (2024)

### 개인
- K리그2 베스트 11 : 2022